# Integral (revista)
Integral és una revista ecologista catalana en castellà i de difusió estatal. Fundada el 1978, apareix mensualment amb articles sobre medicina natural, vegetarianisme, receptes de cuina, agricultura ecològica, ecologisme, viatges, sexualitat, naturisme, artesania, art, solidaritat, espiritualitat, psicologia, filosofia oriental, crítica a les tecnologies dures, energies alternatives.
Empresarialment, el projecte va començar com a cooperativa, i després com a societat limitada. Posteriorment va pertànyer a l'editorial RBA edicions, després a MC Edicions, actualment a Connecor Revistas. Des de la seva aparició, amb el nom d’Integral s'ha editat la revista, monogràfics i llibres.

## Història
Va ser fundada el 1978 a Barcelona per un grup de metges naturistes i estudiants de medicina, i per l'editor Jaume Rosselló. Cal citar el seu primer director, Santi Giol i a Pedro Ródenas López, Daniel Bonet, Mila del Pozo, Ester Vilarnau i Joaquín Peleteiro. Entre els col·laboradors de la primera època també destaca Frederic Vinyes De La Cruz.
Va ser la continuadora de publicacions editades abans del règim de Franco que, després de la seva instauració, van ser clausurades i que difonien articles sobre temes llibertaris i de medicina natural o de sexualitat. Des de l'inici de la revista també es varen incloure continguts de contracultura, vida vegetariana i les beceroles del que avui s'anomena ecologisme.